# Гельге фон Кох
Нільс Фабіан Гельге фон Кох (швед. Niels Fabian Helge von Koch; 25 січня 1870 — 11 березня 1924) — шведський математик, фахівець переважно з теорії чисел.
В статті «Про одну неперервну криву, що не має дотичних…» (фр. Sur une courbe continue sans tangente, obtenue par une construction géométrique élémentaire; 1904) вперше описав криву Коха — один з найраніших і найвідоміших прикладів фракталів.